# 7月4日 (旧暦)
旧暦7月4日（きゅうれきしちがつよっか）は旧暦7月の4日目である。六曜は仏滅である。

## できごと
- 天平宝字元年（ユリウス暦757年7月24日） - 橘奈良麻呂の乱。左大臣橘諸兄の子・奈良麻呂による藤原仲麻呂打倒計画が発覚し刑死
- 明治5年（グレゴリオ暦1872年8月7日） - 大蔵省が日本全国に地券を交付

## 誕生日
- 慶応3年（グレゴリオ暦1867年8月3日） - 岸清一、政治家（+ 1933年）

## 忌日
- 嘉承元年（ユリウス暦1106年8月4日） - 源義家、武将（* 1039年）
- 永禄7年（ユリウス暦1564年7月21日） - 三好長慶、戦国大名（* 1523年）
- 承応3年（グレゴリオ暦1654年8月16日） - 伏見宮貞清親王、伏見宮第10代当主（* 1596年）
- 明和8年（グレゴリオ暦1771年8月14日） - 加藤泰宦、第5代新谷藩主（* 1737年）